# 中京コカ・コーラボトリング
中京コカ・コーラボトリング（ちゅうきょうコカ・コーラボトリング）は、かつて存在した清涼飲料並びに各種飲料の製造、加工および販売を行う日本の会社である。
三菱商事系のコカ・コーラのボトラーであり、東海3県（愛知県・岐阜県・三重県）においてのコカ・コーラ商品の営業・販売を担当した。

## 本社所在地
愛知県名古屋市東区砂田橋4-1-47
（町名変更前）愛知県名古屋市東区鍋屋上野町字不動1688-4

## 沿革
- 1961年5月 - 前身である中京飲料設立(当初は東京都千代田区丸の内に本社を置いていた[要出典])。当初の大株主は日魯漁業（現マルハニチロ）
- 1962年
  - 5月 - 本社を愛知県名古屋市へ移転し本社工場操業開始。他ボトラー（富士・日米・長野・北陸）への商品供給も行う。
  - 7月 - 中京コカ･コーラボトリング株式会社に社名変更。
- 1964年12月 - コカ・コーラホームサイズ発売（三笠及び長野から購入）。
- 1965年
  - 4月 - 本社工場に2号ラインを増設。
  - 7月 - 本社工場1号ラインをホームサイズ兼用に改造・自社生産開始。
- 1968年4月 - 本社第二工場竣工。
- 1969年5月 - 第三工場（上野工場）竣工。
- 1971年
  - 5月 - 第三工場の名称を東海工場に変更。
  - 5月 - 東証及び名証第二部に上場（翌年5月に両市場とも一部に変更）。
- 1972年7月 - 缶製品専用工場として東海第二工場竣工。
- 1974年
  - 4月 - 東海第二工場2号ライン増設。
  - 11月 - 日魯漁業（現マルハニチロ）の撤退に伴い、三菱グループに持株2150万株を売却。翌年更に300万株を売却し完全撤退。
- 1975年12月 - 本社第一工場1号ライン・2号ラインを統合し、新1号ライン（リットルサイズ専用）竣工。
- 1977年
  - 3月 - ジョージアコーヒー発売。
  - 7月 - ペプシ300に対抗するため、コカ・コーラ300mlサイズを導入。本社第二工場4号ラインで生産開始。
- 1981年9月  - 本社第一工場1号ラインを果汁飲料対応に改造し、HI-Cサンフィル1リットルサイズの生産を開始。
- 1982年
  - 3月 - 東海第二工場にコーヒーラインを増設し、ジョージアの製造開始。
  - 4月 - 本社第二工場4号ラインをワンウェイびん兼用に改造。リアルゴールドの生産を開始。
  - 7月 - 本社第二工場4号ラインでスーパー300サイズの生産を開始。
- 1983年5月 - 東海第一工場FBS（フレキシブル・ボトリング・システム）第一期工事完了。全てのリターナブルびん製品の製造が可能に。
- 1984年
  - 6月 - 東海第一工場FBS第二期工事完了。スーパー300及び1.5リットルPET製品の製造が可能に。
  - 10月 - 本社住居表示が「愛知県名古屋市東区鍋屋上野町字不動1688-4」から「愛知県名古屋市東区砂田橋4-1-47」に変更。
- 1985年7月 - 東海第二工場コーヒーライン改造工事完了。生産力が二倍に増強される。
- 1986年7月 - 東海第二工場2号ラインの350mlサイズ対応工事完了。ファンタフルーツパンチ、メローイエロー、アクエリアスの三種を先行発売。翌年コカ・コーラ、スプライト等他製品も350mlサイズに随時発売。
- 1987年5月 - 東海第二工場1号ラインの350mlサイズ対応工事完了。
- 1989年
  - 4月 - 東海第一工場にNBS（New Generation Bottling System＝新世代充填システム）を導入。1.5リットルPETの生産効率上昇を達成。
  - 11月 - 新社屋建設のため本社第一工場を閉鎖。
- 1990年9月 - 本社第二工場3号ラインに無菌充填設備を導入。生産開始。
- 1991年3月 - 本社第一工場跡地に、本社新社屋完成。
- 1992年6月 - 東海第二工場4号ライン（レトルト専用）増設。
- 1997年9月 - ホームページ開設。
- 1998年6月 - 東海第一工場高速PETライン稼動開始。
- 1999年1月 - 近畿コカ・コーラボトリングとのびん詰めライン共同出資、共同生産を発表。7月に竣工。これにより近畿社のリターナブルびん製品は東海工場での生産に移行。
- 2001年6月 - 富士コカ・コーラボトリング株式会社と経営統合し、共同株式移転により持株会社コカ・コーラ セントラル ジャパン株式会社（現・コカ・コーライーストジャパン）を設立
- 2005年1月 - コカ・コーラセントラルジャパン株式会社に吸収合併。

## 工場
- 本社工場-愛知県名古屋市東区（現コカ・コーライーストジャパンプロダクツ名古屋工場）

本社第一工場は1989年に閉鎖され、跡地には本社新社屋が建設された。隣接していた本社第二工場の3号ラインはセラック社の無菌充填ラインに改装され、当時他工場が対応していなかったジョージア、神葉、HI-C100シリーズ等の中～大型PET製品を製造し全国に出荷していた。4号ラインはレギュラーサイズびん製品を製造していたが、1996年に東海工場に機能を集約・閉鎖。現在はコカ・コーライーストジャパンプロダクツ名古屋工場となっている。
- 東海工場-愛知県東海市（現コカ・コーライーストジャパンプロダクツ東海工場） (U→CTO・CT2)

第三工場、上野工場（王冠等に記載の製造所固有記号が「U」だったのはこのため）の名称を経て東海工場という名称に統一。さらに生産設備で区分けし、東海第一工場（ボトリング設備有）及び東海第二工場（キャンニング設備有）の名称も使用された。第一工場は時代に合わせて生産ラインが大きく変貌し、セントラル統合直前は高速PETライン、近畿コカ・コーラボトリングとの共同ライン（通称KCライン。レギュラーサイズから大型PET製品までの製造が可能であった）、小型PETボトル無菌充填ラインが稼動していた。第二工場にもまた近畿社との共同出資で既存缶ラインを改造したリシール缶（ボトル缶）ラインを設置。現在コカ・コーライーストジャパンプロダクツ東海工場となっている。